# Motion Picture Alliance for the Preservation of American Ideals
Die Motion Picture Alliance for the Preservation of American Ideals (MPA oder MPAPAI), deutsch etwa „Film-Allianz zur Bewahrung amerikanischer Ideale“, war ein am 4. Februar 1944 ins Leben gerufener Zusammenschluss US-amerikanischer Filmschaffender, der sich den Kampf gegen die Ausbreitung „kommunistischer, faschistischer und anderer totalitärer Gruppen“ in der amerikanischen Filmindustrie zum Ziel gesetzt hatte.

## Inhalt und Geschichte
Schon früh konzentrierte sich die MPA auf die Bekämpfung des Kommunismus. 1947 erklärten Robert Montgomery, Präsident der Schauspielergewerkschaft Screen Actors Guild, und Mitglieder der Motion Picture Alliance vor Ausschüssen des House Committee on Un-American Activities (HUAC), dass Hollywood von Kommunisten unterwandert werde. In der Folge wurden linker Sympathien verdächtigte Filmschaffende vor das HUAC geladen und vor die Wahl gestellt, mit diesem zusammenzuarbeiten oder Gefängnisstrafen und das berufliche Aus zu riskieren. Die ersten zehn namhaften Vorgeladenen und später Verurteilten, darunter Dalton Trumbo und Edward Dmytryk, wurden unter dem Begriff Hollywood Ten bekannt.
Zu den Mitgliedern der MPA zählten Ward Bond, Clarence Brown, Borden Chase, Charles Coburn, Gary Cooper, Laraine Day, Cecil B. DeMille, Walt Disney, Irene Dunne, Victor Fleming, Clark Gable, Howard Hawks, Hedda Hopper, Leo McCarey, Adolphe Menjou, George Murphy, Fred Niblo, Jr., Ayn Rand, Ronald Reagan, Ginger Rogers, Barbara Stanwyck, Norman Taurog, Robert Taylor, King Vidor, John Wayne und Sam Wood. Sam Wood wurde zum ersten Präsidenten gewählt, Walt Disney, Cedric Gibbons und Norman Taurog zu Vizepräsidenten.
Ein MPA-Mitglied, das sich schon bald kritisch gegen die Vorladungen des HUAC und die daraus resultierenden Berufsverbote äußerte, war Gary Cooper. 1975 löste sich die MPA auf, im selben Jahr wie die Nachfolgeorganisation des HUAC, das Internal Security Committee.

## Ayn Rand Pamphlet
1947 veröffentlichte Ayn Rand  ein Pamphlet für die Alliance, mit dem Titel Screen Guide for Americans („Filmführer für Amerikaner“), basierend auf eigenen Erfahrungen mit amerikanischen Filmen:

The purpose of the Communists in Hollywood is not the production of political movies openly advocating Communism. Their purpose is to corrupt our moral premises by corrupting non-political movies — by introducing small, casual bits of propaganda into innocent stories — thus making people absorb the basic principles of Collectivism by indirection and implication.
The principle of free speech requires that we do not use police force to forbid the Communists the expression of their ideas — which means that we do not pass laws forbidding them to speak. But the principle of free speech does not require that we furnish the Communists with the means to preach their ideas, and does not imply that we owe them jobs and support to advocate our own destruction at our own expense
Der Zweck der Kommunisten in Hollywood ist es nicht, politische Filme zu drehen, die offen den Kommunismus propagierten. Ihr Zweck ist es unsere Moral mit nichtpolitischen Filmen zu zersetzen, indem sie kleine beiläufige Teile von Propaganda in unschuldige Geschichten einbauten. So sollen Menschen die Prinzipien des Kollektivismus durch Implizierung und über Umwege aufnehmen. Der Grundsatz der freien Rede verlangt, dass wir keine Polizei benutzen, um den Kommunisten die Äußerung ihrer Ideen zu verbieten, was bedeutet, dass wir keine Gesetze erlassen, die das Recht zu Reden verbieten. Aber der Grundsatz der freien Rede verlangt nicht, dass wir die Kommunisten mit den Mitteln versehen, ihre Ideen zu predigen. Es beinhaltet nicht, dass wir ihnen Arbeitsplätze schulden oder Unterstützung dabei, dass sie dafür eintreten uns mit unseren eigenen Mitteln zu vernichten

Rand zitierte Beispiele aus bekannten und kritisch hoch gewürdigten Filmen, die ihrer Meinung nach kommunistische oder kollektivistische Botschaften enthielten. Diese waren als solche weder von Progressiven noch von Konservativen als solche erkannt worden. Beispiele dafür waren:  Die besten Jahre unseres Lebens (denn dieser würde Geschäftsleute als negativ darstellen und implizieren, dass Kriegsveteranen einen Anspruch auf staatliche Entschädigung hätten). Ein weiteres Beispiel war Polonaise (denn dieser würde implizieren, Chopin hätte sich für einen patriotischen Grund und nicht für die Musik aufgeopfert).